# Steven Bognar
Steven Bognar é um produtor cinematográfico norte-americano. Como reconhecimento, foi nomeado ao Oscar 2010 na categoria de Melhor Documentário em Curta-metragem por The Last Truck: Closing of a GM Plant.